# Nemopanthus ambiguus
Nemopanthus ambiguus là một loài thực vật có hoa trong họ Aquifoliaceae. Loài này được (Michx.) Alph. Wood mô tả khoa học đầu tiên năm 1861.